# Гирга
Гирга (арап. جرجا) је град у Египту у гувернорату Сохаг. Град је лоциран на западној обали реке Нил. Према процени из 2008. у граду је живело 104.712 становника.

## Име
Град је добио име по Коптској оријентално-православној цркви, древној цркви египатских хришћана (Mara Girgis Coptic Monastery), са седиштем у Александрији и посвеђеној светом Ђорђу.

## Становништво
Према процени, у граду је 2008. живело 104.712 становника.
| 1986.  | 1996.  | 2006.   |
| ------ | ------ | ------- |
| 71.564 | 95.384 | 102.701 |

## Привреда
У граду и околини највећи индустријски погон је фабрика за производњу шећера, мада има још неких. Ова област је такође позната по производњи грнчарије.
Гирга је седиште коптског бискупа. По изворима најстарија римокатоличка црква налази се у Гирги, а ту је и Ел Сини, такозвана порцеланска џамија.